# Tencent Video
Tencent Video (vereinfachtes Chinesisch: 腾讯视频; traditionelles Chinesisch : 騰訊視頻; pinyin: Téngxùn Shìpín) ist eine chinesische Video-Streaming-Website von Tencent. Ab März 2019 hatte es über 900 Millionen mobile monatlich aktive Benutzer und 89 Millionen Abonnenten.
Im April 2011 wurde Tencent Video offiziell mit einer unabhängigen Domain gestartet. Tencent Video unterstützt Online-Video-on-Demand- und Fernsehsendungen und bietet Listenverwaltung,
Videovolumenverstärkung, Farbqualitätsanpassung und andere funktionale Dienste. 
Die Strategie von Tencent Video konzentriert sich auf die Entwicklung von Originalinhalten und die Unterstützung von Originalprogrammen, hausgemachtem Drama, Mikrofilmen sowie Kurzfilmwettbewerben und Supportplänen.
Im Juli 2017 startete Tencent Video mit Videoinhalten von TCL, Chinas größtem Fernsehproduzenten.
Tencent Video erzielte im Oktober 2017 einen Umsatz von 65,2 Mrd. RMB (9,87 Mrd. USD). Im September 2017 war Tencent Video eine von acht chinesischen Apps unter den 30 umsatzstärksten mobilen Apps im App Store und im Google Play Store. Im Oktober 2017 gehörte Tencent Video zu den Top 15 Apps mit dem weltweit größten konsolidierten Monatseinkommen. Tencent Video erreichte im Oktober 2017 in China den ersten Platz bei den Einnahmen von iOS-Unterhaltungsanwendungen.

## Events
- Im Juni 2011 wurde der Dokumentationskanal Tencent Video offiziell gestartet.[4]
- Im August 2012 erreichte Tencent Video einen Tagesdurchschnitt von 200 Millionen Sendungen.
- Am 17. April 2013 wurde Tencent Videos erstes britisches Drama „Happy Lovers“ unabhängig auf ihrer Website ausgestrahlt.[5]
- Am 27. April 2013 erzielte Tencent Video eine Vereinbarung mit sechs großen Produktionsunternehmen, darunter BBC Worldwide, ITV Studios, Fremantle Media, All3Media International und Endemol.[6]
- Am 3. Juni 2013 wurde der britische TV-Kanal von Tencent Video gestartet, der Chinas erste britische Dramasendungsplattform ist.